# 헤케이장
헤케이장(포르투갈어: requeijão)은 포르투갈과 브라질의 유제품이다.

## 포르투갈
포르투갈의 헤케이장은 흰색 또는 엷은 노란 빛이 도는 흰색의 고체 유제품이다. 이스트렐라산맥(세하다이스트렐라)에서 생산된 "헤케이장 세하다이스트렐라"가 2005년부터 유럽연합의 원산지 명칭 보호(PDO)를 받고 있다.

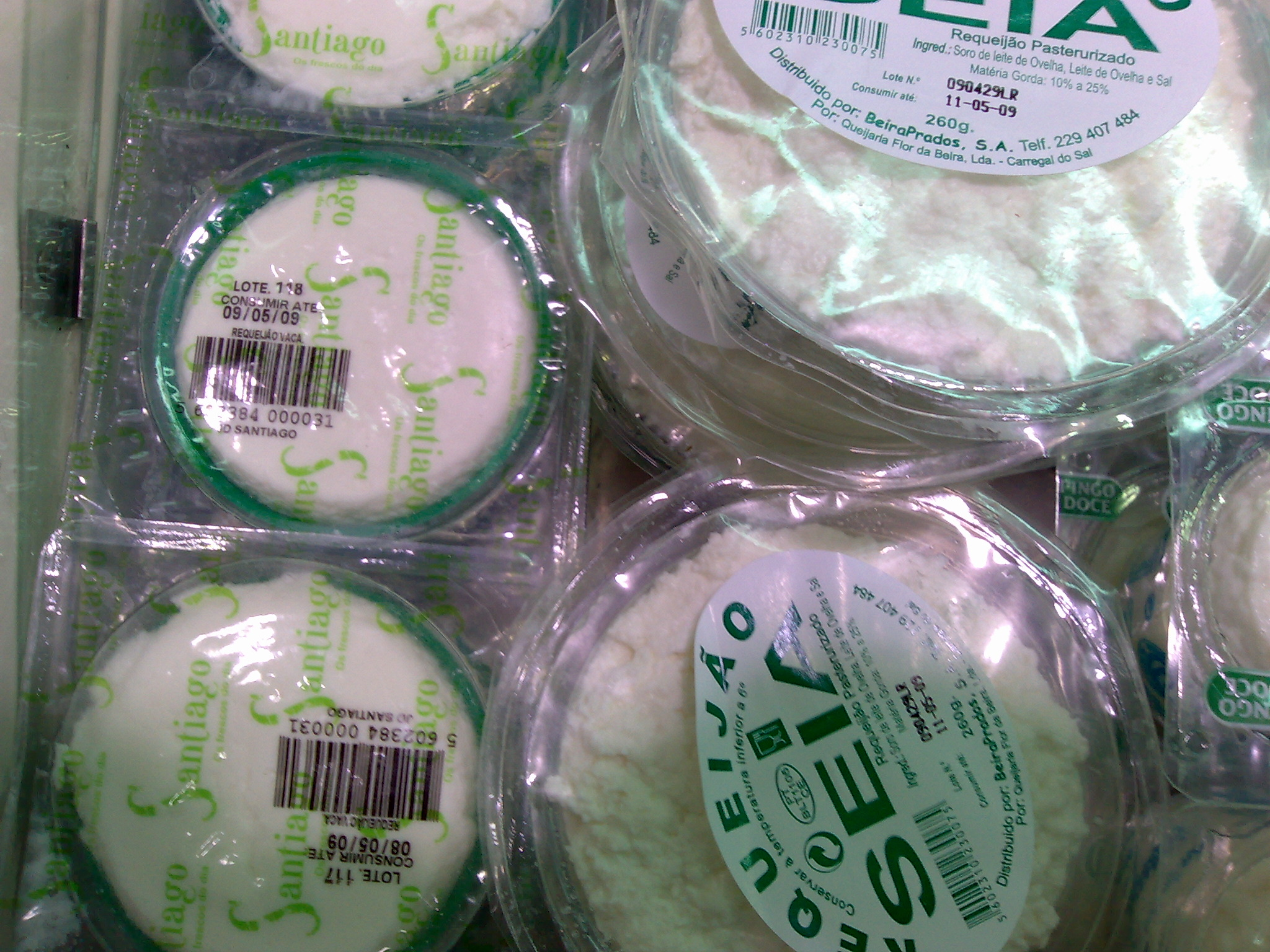
포장된 고체 헤케이장

## 브라질
브라질의 헤케이장은 크림이나 액체 질감의 유제품이다. 미나스제라이스의 헤케이장이 유명하다. 잘 알려진 헤케이장으로 "카투피리"가 있다.

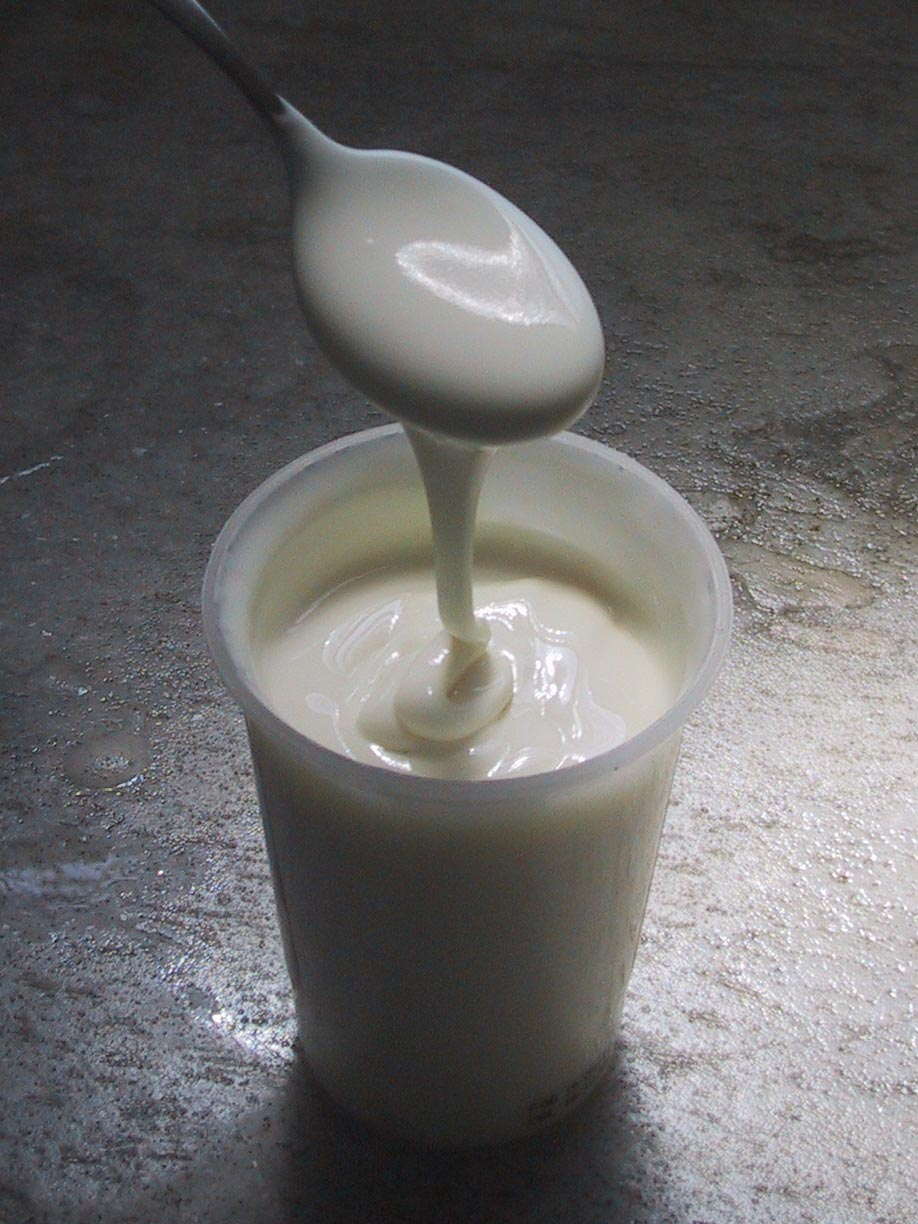
크림 질감의 헤케이장
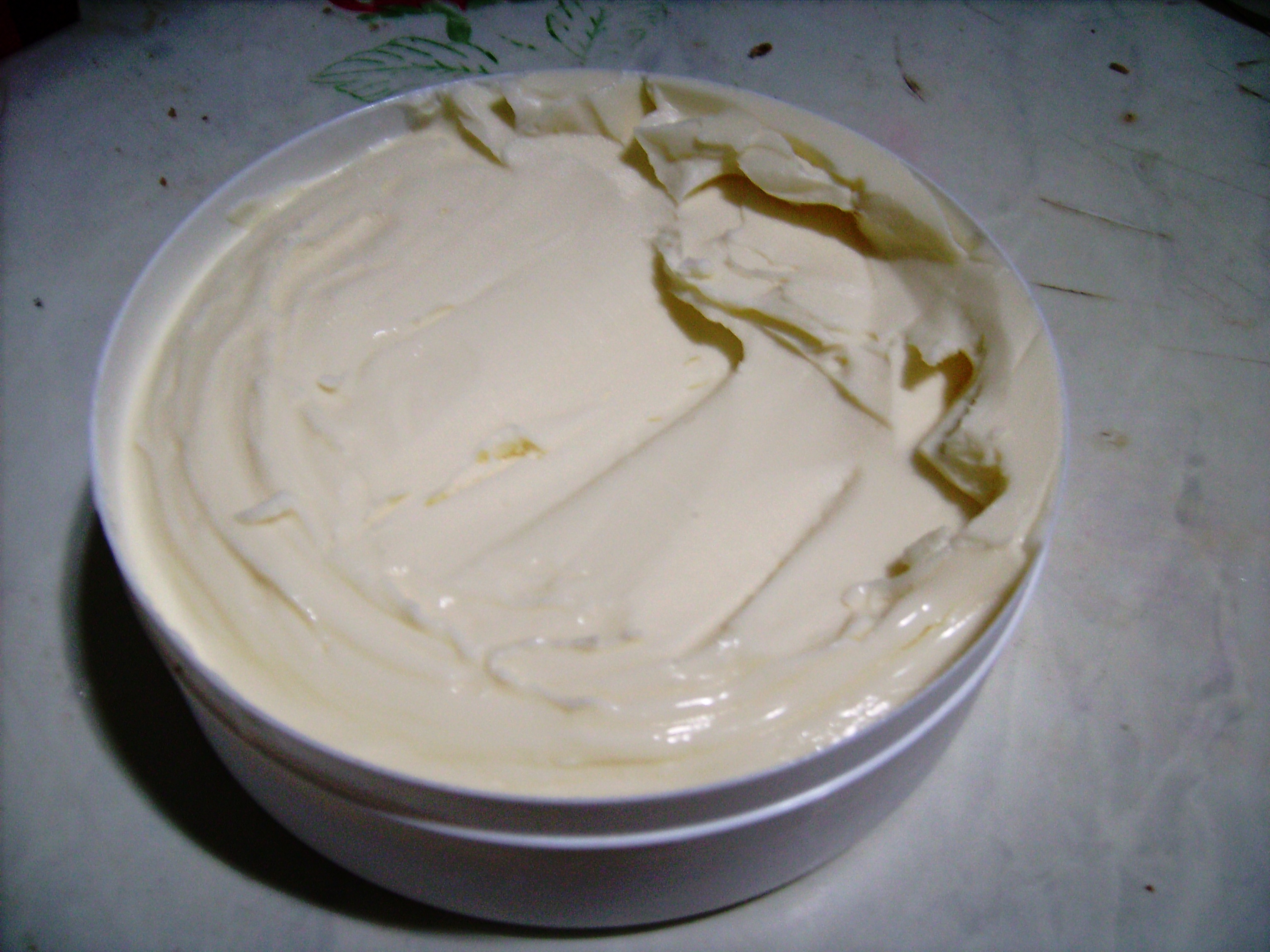
카투피리

## 같이 보기
- 리코타
- 크림 치즈